# Plaza Garín
La Plaza Garín es una plaza ubicada en la comuna de Quinta Normal de la ciudad de Santiago, Chile, específicamente en las intersecciones de las calles Padre Bernardo Mores, Janequeo, Lorenzo Eiting y Samuel Izquierdo.
Inaugurada en 1942, la plaza se convirtió en un referente cultural, realizándose en ella varios actos cívicos y actividades musicales y de teatro. Sin embargo, con el paso de los años y debido a la nula renovación comenzó su deterioro. En el año 2010 se entregaron las obras de remodelación de la plaza, en donde se reposicionaron las áreas verdes, el pavimento y se construyeron juegos de agua.